# Balda (фотоаппараты)
Фотоаппараты Balda — серия фотоаппаратов, выпускавшихся германской компанией Balda.

## История компании Balda
Компания Balda была создана в 1908 году в Дрездене Максом Балдвигом (Max Baldeweg). Дрезден в то время был мировым центром оптической промышленности. Компания производила фотоаппараты. В 1913 году компания сменила название на Balda-Werk Max Baldeweg. До Второй мировой войны компания производила среднеформатные фотоаппараты со складным мехом под собственной торговой маркой, а также фотоаппараты по заказу других компаний. На фотоаппараты устанавливались самые разные объективы: от самых дешевых, до дорогих Tessars и Biotars производства Carl Zeiss, а также Xenars и Xenons производства Schneider Kreuznach. Компания не производила собственных объективов. Объективы под марками Balda Baldinars, Baltars производились сторонними компаниями.
После Второй мировой войны компания была национализирована в 1946 году. Основатель компании Макс Балдвиг переехал в Западную Германию и основал там компанию Balda-Werk Bűnde в городе Бунде, Нижняя Саксония. Так же, как и в случае с Carl Zeiss, появились две компании с одинаковыми названиями. Поэтому в 1951 году восточногерманская Balda-Werk сменила название на Belca-Werk. Компания производила 35 мм камеры, и в 1956 году была присоединена к VEB Kamera-Werke Niedersiedlitz.
Balda-Werk Bűnde производила 35 мм и среднеформатные фотоаппараты. Часть из них производилось для компании Porst; они продавались под брендом Hapo. В 1980-е годы компания прекратила выпуск фотоаппаратов, продолжалось производство пластиковых компонентов для фотоаппаратов.

## Balda в Дрездене, позднее Belca

### 35 мм, со складным мехом

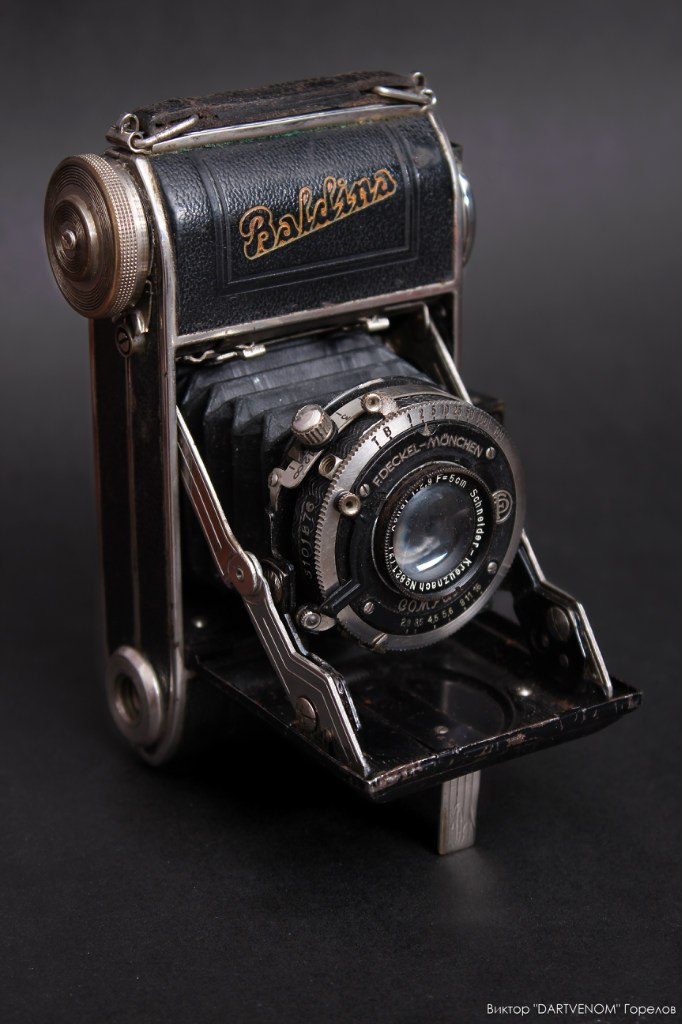
35 мм камера Baldina

- Baldina — серия дальномерных фотоаппаратов производилась с 1935 года до 1951 года. Часть фотоаппаратов продава дистрибьютором Porst под названием Hapo 35. В США фотоаппарат продавался компанией Peerless под названием Rival 35.
- Jubilette — упрощённая версия Baldina. Производилась в 1938 году к 30-летию компании. На большую часть камер устанавливались дешевые объективы Balda Baltar.
- Super Baldina — производились с 1938 года. Два дальномера, автоматическая коррекция параллакса.

После войны серия Baldina производилась в Дрездене компанией Belca до 1951 года.

### Средний формат

#### 4,5×6 см, со складным мехом
- BaldaX[2] — производилась с 1930-х годов[3]. Камера продавалась под названиями Lisette компанией Porst, Noris компанией Müller, Ysette 4,5×6 6×6, и Robra компанией Josef Rodenstock. В Японии фотоаппарат копировали: компания Proud (фотоаппарат Semi Proud). Semi Proud стал образцом для Semi Olympus — первого фотоаппарата Olympus. Компания Motodori копировала фотоаппарат под названиями Semi Lester, Semi Victor, Semi Condor, Zeitax, в формате 6×6 модели Victor Six и Condor Six. Компания Shibayama (фотоаппарат Semi Rody), компания Riken продавала фотоаппараты под названиями Semi Adler, Adler III, Adler C and Heil.
- Baldaxette I — производился с 1936 года. Создан на основе конструкции Baldax. Встроенный сдвоенный дальномер.

#### 6×6 см, со складным мехом
- Baldax — В начале 1950-х Balda-Werk Bűnde возобновила производство Baldax в формате 6×6. Super Baldax производился с встроенным двойным дальномером.
- Baldaxette II — производился с 1937 года. Увеличенная версия Baldaxette I.

#### 6×9 см, со складным мехом
- Baldafix
- Juwella
- Pontina (6×9 и 4,5×6), также производились под названиями Hapo 10 и Hapo 45
- Super Pontura (6×9) — производился до Второй мировой войны. Увеличенная версия Baldaxette.

#### 6×9 см, коробочные без складного меха
- Balda Box (6×9)
- Frontbox (6×9)
- Poka (6×9)
- Rollbox (6×9)

### Плёнка типа 127
- Baldi (3×4) — производился в конце 1930-х. Складной мех, оптический дальномер, ручная коррекция параллакса.
- Rigona (3×4)

## VEB Belca-Werk (Восточная Германия)

### 35 мм, со складным мехом
- Beltica I — версия до-военной Baldina. Вертикальная ориентация кадра. Производилась с 1951 года. Объектив Carl Zeiss Jena Tessar.
- Beltica II — горизонтальная ориентация кадра. Встроенный дальномер. Выпускалась стереоверсия.

### 35 мм
Belmira

### 35 мм стерео
Belplasca — стереоверсия Beltica II.

### Плёнка типа 120, со складным мехом
Belfoca (6×9)

## Balda Bünde (Западная Германия)

### 35 мм, со складным мехом
- Baldalette — на основе Jubilette. Объектив Schneider Radionar. 1950-е.
- Baldina
- Baldini — на основе Jubilette. Продавался под названиями Central 35, Hansa 35, Rival 35 и Studiophot.
- Baldinette — с 1951 года. Встроенный дальномер. Модифицированная версия продавалась под названием Rival 35
- Mess-Baldinette
- Mess-Rigona — в США продавался Peerless camera под названием Rival 35, в Европе копания Porst продавала под названием Hapo 35.
- Rigona
- Super Baldina
- Super Baldinette — 1951 год. Mess-Baldinette с встроенным сдвоенным дальномером.

### 35 мм
- Baldina
- Super Baldina

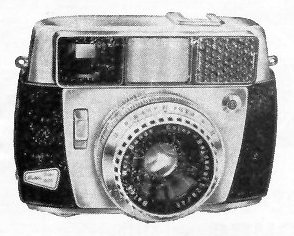
Super Baldamatic

- Baldessa / Baldessa I — с 1957 года.
- Baldessa F/RF/L-RF/LF-RF — серия дальномерных фотоаппаратов, с фиксированным объективом.
- Baldessamat F / RF
- Baldamatic / Baldamatic I
- Super Baldamatic I / II / III — с 1960 года. Дальномерный автомат с приоритетом выдержки.

### 35 мм компактные
- C 35
- CA 35, Voigtländer Vito C — компактный дальномерный в пластиковом корпусе. 1980-е. Объектив Baldanon.
- CE 35
- CS 35
- Mini 35
- Scout 35
- Minox 35 series — Серия 35 мм фотоаппаратов производилась с 1974 года.

#### Плёнка типа 110
Minox 110

#### Плёнка типа 126

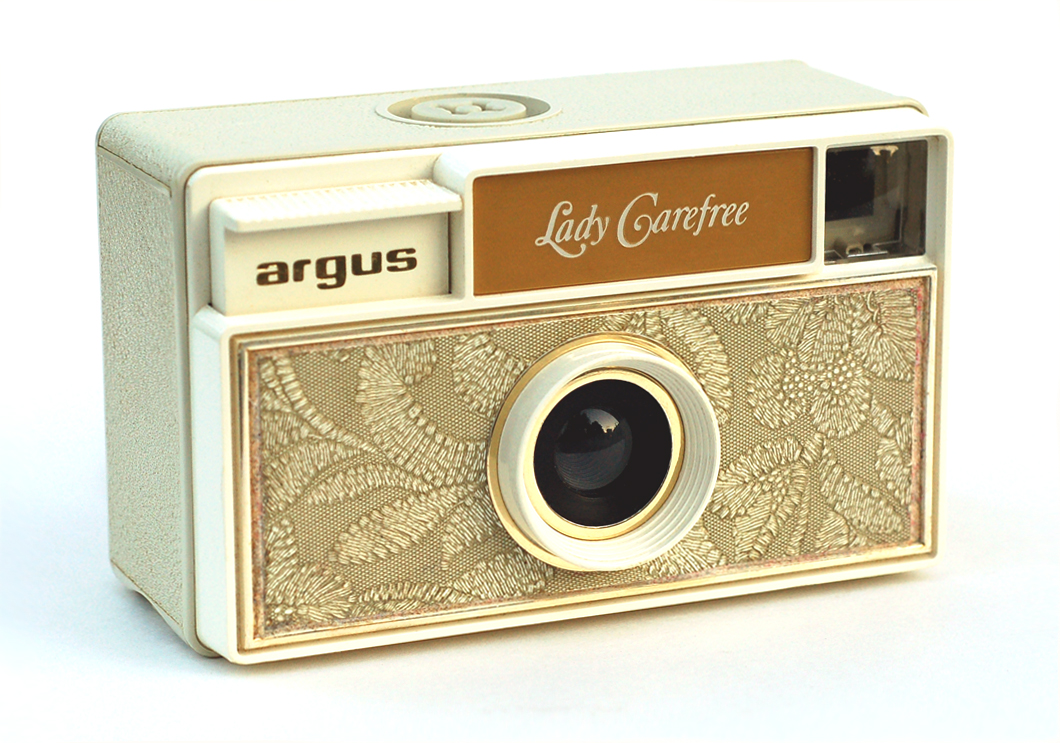
Argus Lady Carefree. Примерно 1967 год.

- Nizo Elektronik 1000 — производился для компании Niezoldi & Krämer, Мюнхен, Германия.
- Argus Lady Carefree — производился для компании Argus, США.

### Плёнка типа 120, со складным мехом
Серия дальномерных фотоаппаратов Baldix. Производилась до 1960 года.
- Baldi 29 — 1956 год. Более дешёвая версия послевоенного Baldax.
- Baldix
- Mess-Baldix — встроенный дальномер, механический счётчик кадров. Продавался под названием Hapo 66e.
- Baldax
- Super Baldax

#### 6×6 см, складной
Baldixette